# Enzo Gragnaniello
Enzo Gragnaniello (Napoli, 20 ottobre 1954) è un cantautore e chitarrista italiano.
Durante la sua carriera, per i suoi album, ha ricevuto numerosi riconoscimenti tra cui 4 Targhe Tenco come miglior album in dialetto. Ha composto musica anche per altri artisti tra cui Andrea Bocelli, Mia Martini, Roberto Murolo, Ornella Vanoni, Adriano Celentano.

## Biografia
Gli inizi

Enzo Gragnaniello (a destra) e Pino Daniele (a sinistra) in una foto scolastica del 1963

Ha frequentato le scuole elementari presso l'istituto Oberdan, dove ebbe come compagno di classe Pino Daniele.

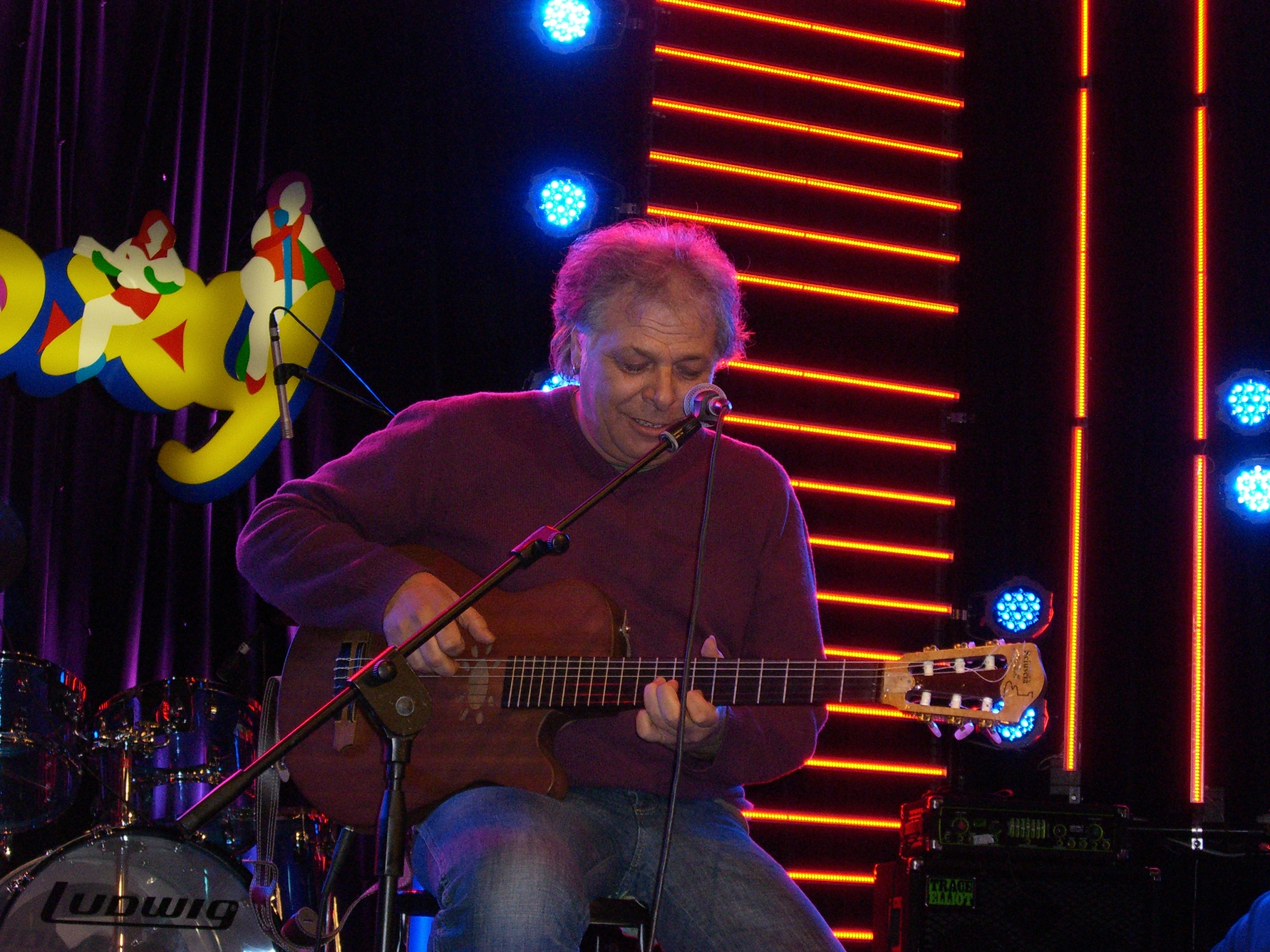
Enzo Gragnaniello durante un concerto

Nel 1977, insieme a Gennaro De Rosa, Lorenzo Piombo, Roberto Porciello, Francesca Veglione, forma il gruppo musicale "Banchi Nuovi", nome legato al comitato dei Disoccupati Organizzati, di cui faceva parte lo stesso Gragnaniello. Qui canta le prime canzoni (autori Piombo e Porciello), tra cui il suo cavallo di battaglia "O scippatore".
Anni '80 e '90
Enzo fonda questo gruppo allo scopo di avvicinarsi, sia pure con le dovute differenze, alla riscoperta delle radici popolari della musica e della canzone napoletana. Questa prima esperienza di musica impegnata porta Enzo a partecipare, nel 1976, a un importante Festival a Berlino dedicato alle tradizioni popolari, e successivamente a pubblicare i suoi primi album: “Enzo Gragnaniello” del 1983, e “Salita Trinità degli Spagnoli” del 1985, il cui titolo si ispira al nome della via di Napoli dove Enzo tuttora vive, nei Quartieri Spagnoli. Nel 1986 vince la Targa Tenco, riconoscimento che otterrà anche nel 1990, nel 1999 e nel 2019. Nel 1991 scrive Sta musica, brano che il vecchio maestro Murolo canta insieme a Consiglia Licciardi nell'album Na Voce 'na Chitarra e che riscuote un discreto successo. Nel 1992 scrive Cu'mme, grande successo interpretato da Roberto Murolo e Mia Martini. Nel 1999 partecipa al Festival di Sanremo, in coppia con Ornella Vanoni, con la canzone Alberi, classificandosi al 4º posto. Il brano verrà poi inserito nell'album Oltre gli alberi.
Anni 2000
Nel 2000 è nel cast di Aitanic, film di Nino D'Angelo, in cui interpreta la parte di un tassista. Inoltre ha scritto e cantato insieme a La Famiglia alcuni brani, quali Suonn', sott' e 'ngopp, Odissea e 'O mare e tu, scritta per Andrea Bocelli.
Nel 2001 Enzo pubblica Balìa; l’album, presentato in tournée in tutta Italia e all’estero, è pubblicato su etichetta Multivision Entertainment e distribuito da Epic-Sony Music. Nel maggio 2007 si ripresenta nuovamente, trionfando, a Viva Napoli. Il 23 febbraio 2008 ha partecipato al concerto/manifestazione Munnezza Day a Napoli a Piazza Dante, e al termine della sua esibizione ha cantato Cu' mme, suscitando grande commozione nei napoletani presenti. Il 4 novembre 2009 partecipa allo spettacolo Omaggio a Sergio Bruni, strettamente legato al Premio Villaricca Sergio Bruni, duettando in coppia con Mario Trevi la canzone Indifferentemente.
Anni 2010
Nel 2010 ha ricevuto il premio Artistico Culturale e Musicale ''Armando Gill'' (Michele Testa) perché come il cantautore napoletano di inizio novecento Gragnaniello ha fatto dell'estemporaneità e della ricerca poetica popolare il suo cavallo di battaglia. Il premio gli è stato consegnato nella serata di Gala tenutasi a Grottolella in provincia di Avellino. Nel 2011 esce Radice; il progetto di Gragnaniello, che ha voluto arrangiare personalmente tutti i brani, è stato condiviso musicalmente con i Sud Express, una formazione nuova anche se composta da musicisti come Franco Del Prete (batteria), Piero Gallo (mandolino e chitarre) e Francesco Iadicicco (basso), con il contributo speciale di Erasmo Petringa, che ha suonato il violoncello nel brano Indifferentemente. Nel 2015 riceve al DiscoDays - Fiera del Disco e della Musica il Premio DiscoDays.

## Vita privata
Vive a Napoli, nei quartieri Spagnoli. Nel 2022 si è sposato con la compagna Serena Guarino con cui era legato dal 2000.

## Discografia

### Album
- 1983 - Enzo Gragnaniello (DDD, 25738)
- 1985 - Salita Trinità degli Spagnoli (DDD, 26459)
- 1990 - Fujente
- 1992 - Veleno, mare e ammore
- 1993 - Un mondo che non c'è
- 1994 - Cercando il sole
- 1996 - Continuerò
- 1997 - Posteggiatore abusivo
- 1998 - Neapolis mantra
- 1999 - Oltre gli alberi
- 1999 - Dai Quartieri al S.Carlo
- 2001 - Balìa
- 2003 - Tribù e passione (con James Senese)
- 2003 - Alberi
- 2003 - Cu' mme'
- 2004 - Collection 1 e 2
- 2005 - Quanto mi costa
- 2007 - Erba cattiva
- 2011 - Radice
- 2013 - Live
- 2015 - Misteriosamente
- 2019 - Lo chiamavano vient' 'e terra
- 2021 - Rint’ ‘o posto sbagliato[12]
- 2024 -L’Ammore è na Rivoluzione

### Raccolte
- 1993 - Canzoni di rabbia, canzoni d'amore
- 2003 - The Best of Enzo Gragnaniello

## Filmografia
- Radici, regia di Carlo Luglio (2011)

## Doppiaggio
- Gatta Cenerentola, regia di Alessandro Rak, Ivan Cappiello, Marino Guarnieri, Dario Sansone (2017)

## Premi
- 1986 - Targa Tenco, per il miglior album in dialetto (Giacomino)[9]
- 1990 - Targa Tenco, per il miiglior album in dialetto (Fuijente)[13]
- 1999 - Targa Tenco, per il miglior album in dialetto (Oltre gli alberi)[14]
- 2010 - Premio Artistico Culturale e Musicale ''Armando Gill''[15]
- 2015 - Premio DiscoDays[16]
- 2019 - Targa Tenco, per il miglior album in dialetto (Lo chiamavano Vient’ ‘e Terra)[3]
- 2023 - Premio Carlo Missaglia per la sua attività musicale in nome di Napoli e della Cultura Napoletana